# رومان دوماس
رومان دوماس (بالفرنسية: Romain Dumas)‏ هو سائق سيارة سباق فرنسي، ولد في 14 ديسمبر 1977 في أليس (فرنسا) في فرنسا.

## وصلات خارجية
- الموقع الرسمي
- رومان دوماس على موقع Racing-Reference.info (الإنجليزية)
- رومان دوماس على موقع DriverDB.com (الإنجليزية)
- رومان دوماس على موقع eWRC-results.com (الإنجليزية)